# Famelica mirmidina
Famelica mirmidina é uma espécie de gastrópode do gênero Famelica, pertencente a família Raphitomidae.